# Юрій Даревич
Даре́вич Юрій-Василь (17 лютого 1939, с. Сухоріччя, Пустомитівський район, Львівська область) — український  фізик, громадський діяч. Чоловік Д. Даревич. Іноземний член НАН України (1992).

## Біографічні відомості
Закінчив Манітобський університет (Вінніпеґ, 1960), здобув ступінь доктора теоретичної фізики в Альбертському університеті (м. Едмонтон, 1966). Від 1967 — професор Йоркського університету (Торонто). Від 2004 — професор-емерит. Також працював дослідником в інститутах Франції (1972–1973, 1980), Німеччини (1979–1980), Великої Британії (1986–1987), Італії, США, України (Київ, Львів). Почесний професор фізики Київського університету.

## Громадська діяльність

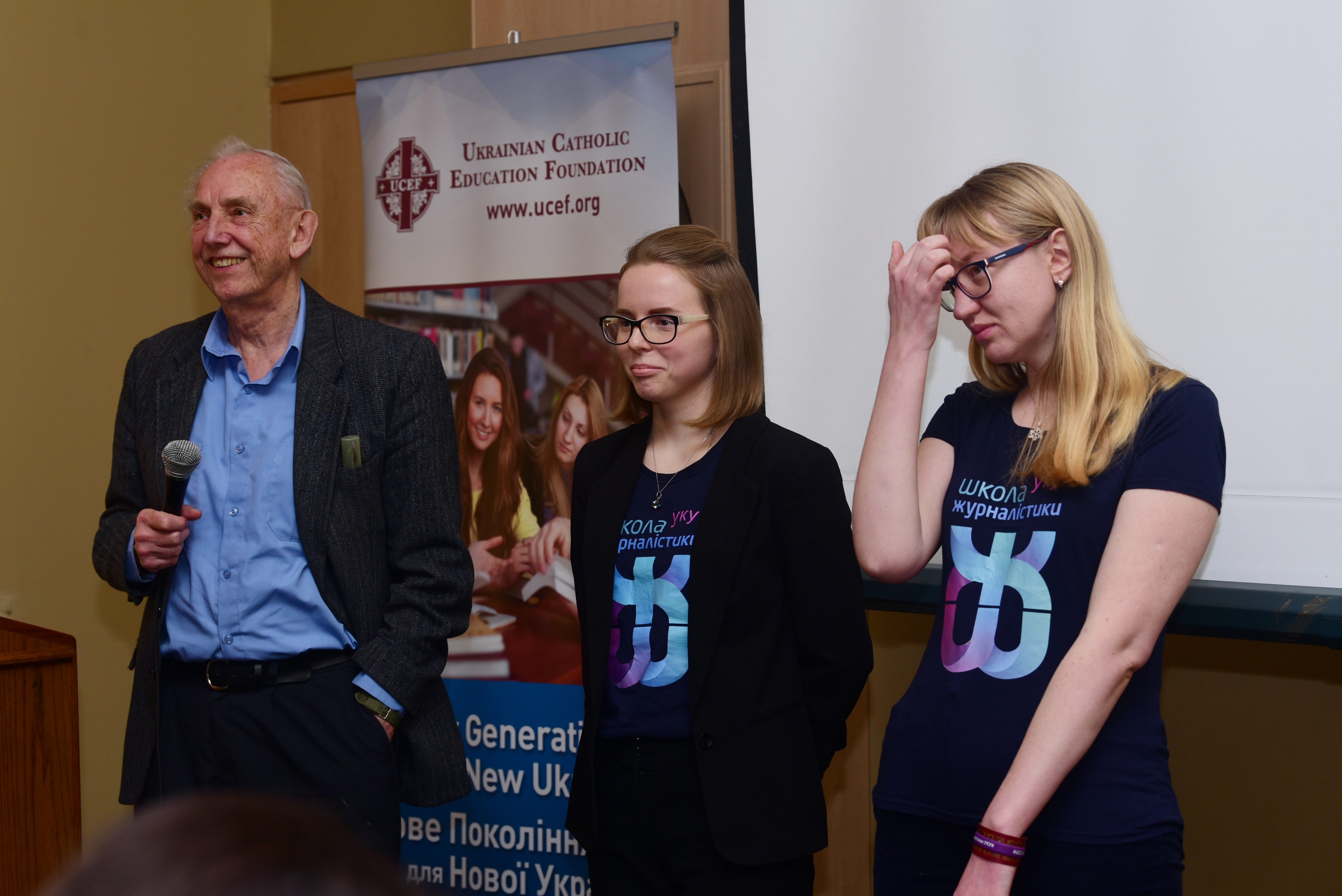
Юрій Даревич представляє стажисток журналістської програми Українського католицького університету в Торонто

Виховник Пласту у Вінніпезі, Едмонтоні й Торонто (1969–2000), керівник виховної діяльності Головної Пластової Булави (1971–1973); член управи КУК (відділ у Торонто і провінціальна рада Онтаріо), керівник інформаційної служби Світового конгресу вільних українців (1973–1976), голова комісії людських і громадянських прав Світового конґресу українців (1990–1993, 2003–2008), Українські католицькі освітні фундації (2002–2005); викладач історії України на Курсах українознавства ім. Ц. Паліїв у Торонто, член УВАН, НТШ, Братства українських католиків Канади, Товариства українських професіоналістів і підприємців Канади. Член управи Українсько-канадського дослідно-документаційного центру (1981–1995), брав участь у створенні документального фільму «Жнива розпачу» (1984, про голодомор 1932–1933) та «Між Гітлером і Сталіним — Україна в Другій світовій війні» (2003).

## Наукові праці
Наукові праці стосуються квантової теорії поля; атомної теорії розсіяння, математичної та інших ділянок фізики. Автор понад 100 наукових публікацій у фахових журналах. Член Канадської асоціації фізиків, Американського і Європейського фізичних товариств.
- Elastic-scattering and annihilation of low-energy positrons by molecular nitrogen // J. Physics B. 1982. Vol. 15;
- Variational calculation of the bound state wave function in: l(f6—f4): // Phys. Rev. Lett. 1985. Vol. 54 (співавт.);
- Few particle states in Quantum field theory — A brief review of the variational approach in the Hamiltonian formalism // Ukrainian J. Physics. 1996. Vol. 41;
- Exact eigenstates and «triviality» of lambda (phi*phi)2 theory in the Feshbach—Villars formulation // Phys. Rev. D. 1997. Vol. 56;
- Integral identities and bounds for scattering calculations in the Dirac formalism // Phys. Rev. A. 1999. Vol. 60;
- Variational two fermion wave equations in quantum electrodynamics: Muoniumlike systems // J. Math. Phys. 2005. Vol. 46 (співавт.).